# Grochy-Serwatki
Grochy-Serwatki – wieś w Polsce położona w województwie mazowieckim, w powiecie pułtuskim, w gminie Gzy. Ma status sołectwa.
| SIMC    | Nazwa         | Rodzaj    |
| ------- | ------------- | --------- |
| 0115944 | Żeromin Drugi | część wsi |

W latach 1975–1998 miejscowość administracyjnie należała do województwa ciechanowskiego.